# Volschip

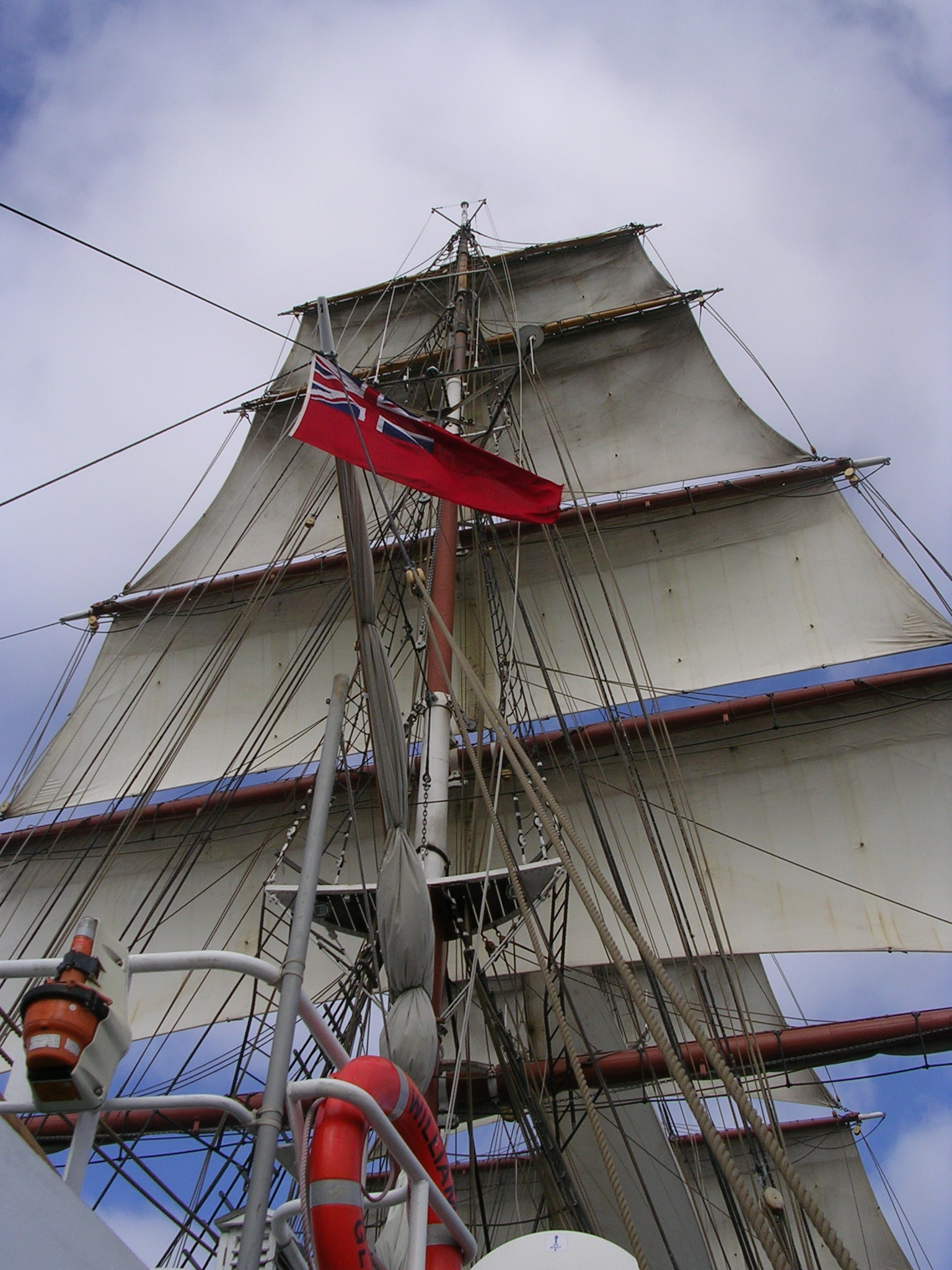
Een mast van een volschip

Een volschip is een zeilschip waarvan alle masten vierkantgetuigd zijn, dus voorzien van ra's. Over het algemeen noemt men een tweemastvolschip een brik. Een driemaster wordt ook wel fregat genoemd, maar in oorsprong alleen als het om een oorlogsschip ging. De achterste mast werd wel ontdaan van de ra's en voorzien van een bezaan met gaffeltopzeil. Het resultaat noemt men (kruis)bark.
Een volschip kan nog meer masten voeren. Dit gaat dan met een uitgebreide bemanning gepaard. De mastnamen bij een viermaster zijn van voor naar achter: fokkemast, grote mast, hoofd- of kruismast en bezaansmast of jagermast.
Het Duitse vijfmastvolschip Preußen was de enige vierkantgetuigde vijfmaster ter wereld.
Het werd in 1902 te water gelaten en was 124 m lang op de waterlijn, bij een breedte van 16,40 m. De Preußen had gedeelde bramzeilen, bramzeil en topbramzeil. Het schip voerde met 47 zeilen een totaal zeiloppervlak van 4650 m².
Vandaag de dag varen er nog verschillende volschepen rond, meestal als zeevaartschoolschepen. De Amerigo Vespucci (Italië, 1931), de Dar Młodzieży (Polen, 1981) en de Mir (Rusland, 1988) zijn daar levende voorbeelden van. De laatstgenoemden varen allemaal mee in de recente Tall Ships' Races.